# نادي سلوغا يوغوماغنات
نادي سلوغا يوغوماغنات لكرة القدم هو نادي كرة قدم في مقدونيا تأسس في 1927 يقع في سكوبيه. انحل في 2009.

## وصلات خارجية
- الموقع الرسمي